# Bei’an
Die Stadt Bei’an (chinesisch 北安市, Pinyin Běi’ān Shì) ist eine kreisfreie Stadt in der chinesischen Provinz Heilongjiang, die zum Verwaltungsgebiet der bezirksfreien Stadt Heihe gehört. Bei’an hat eine Fläche von 7.100 km² und zählt 308.237 Einwohner (Stand: Zensus 2020).

## Verkehrsanbindung
- National Highways 202 und 332